# Liste der Kulturdenkmale in Döben (Grimma)
In der Liste der Kulturdenkmale in Döben sind die Kulturdenkmale des Grimmaer Ortsteils Döben verzeichnet, die bis Juli 2024 vom Landesamt für Denkmalpflege Sachsen erfasst wurden (ohne archäologische Kulturdenkmale). Die Anmerkungen sind zu beachten.
Diese Aufzählung ist eine Teilmenge der Liste der Kulturdenkmale in Grimma.

## Döben
| Bild                                    | Bezeichnung | Lage                             | Datierung | Beschreibung | ID       |
| --------------------------------------- | --- | -------------------------------- | --- | --- | -------- |
| Direkt Bild zu diesem Denkmal hochladen | Wohnhaus, mit Einfriedung und Nebengebäude | Am Sportplatz 10 (Karte)         | Um 1908 | Wirkungsvoller Eckbau, villenartiges Wohnhaus im historistischen Stil, baugeschichtlich von Bedeutung. - Wohnhaus: zweigeschossig, vier Achsen, Putzbau, neue Fenster mit Profilleisten, Fenstergewände aus Kunststein, Bruchsteinsockel, wirkungsvoller Eckbau, Dach neu eingedeckt, Ortgangziegel entstellend - Einfriedung: Bruchsteinmauer und eiserner Staketenzaun - kleines Nebengebäude: Putzbau, Biberschwanzziegel-Satteldach | 08966618 |
| Direkt Bild zu diesem Denkmal hochladen | Schäferei | An der Schäferei 10a (Karte)     | Um 1800 | Markantes Stallgebäude der Schäferei eines Rittergutes, wissenschaftlich-dokumentarisch von Interesse, Zeugnis der Ortsgeschichte. Ruinös, Erhalt vorgesehen. | 08966631 |
| Weitere Bilder                          | Gasthaus mit Saalanbau | Dorfplatz 6 (Karte)              | Um 1730 (Gasthof); 19. Jahrhundert (Saalanbau) | Eindrucksvoller, den Dorfplatz prägender Barockbau mit mächtigem Walmdach, Reste eines Sitznischenportals, Seltenheitswert, Saalanbau vom Ende des 19. Jahrhunderts, Zeugnis der Ortsgeschichte und der Musikgeschichte als Geburtshaus des Musikers Carl Traugott Queisser (1800–1846), Gedenktafel von 2000. Zweigeschossig, sehr hohes und steiles Walmdach, Erdgeschoss Fenstergewände aus Rochlitzer Porphyrtuff, Obergeschoss Fachwerk verputzt, Erdgeschoss Bruchsteinmauerwerk, Wände im Erdgeschoss ca. 60 cm dick, ehemals Portal (davon zwei Sitzsteine aus Rochlitzer Porphyrtuff erhalten), Saalanbau (kein Denkmal). | 08966623 |
| Direkt Bild zu diesem Denkmal hochladen | Zwei Scheunen eines Bauernhofes | Dorfplatz 7 (Karte)              | Vor 1800 (Scheune); um 1850 (Scheune) | Lehmscheune und kleine Scheune am Dorfplatz, Dokumente bäuerlicher Bevorratungswirtschaft im alten Ortskern, baugeschichtlich von Bedeutung. - Scheune rückwärtig: Massivlehmbau, vor 1800, ziegelgedecktes Satteldach - kleine Scheune am Dorfplatz: eine Giebelwand Massivlehm, ziegelgedecktes Satteldach, Mitte 19. Jahrhundert(?) | 08966624 |
| Weitere Bilder                          | Steinkreuz | Dorfplatz 8 (bei) (Karte)        | 12./13. Jahrhundert | Ortsgeschichtlich von Interesse, Seltenheits- und Dokumentationswert. Granit, verwittert. | 08966621 |
| Direkt Bild zu diesem Denkmal hochladen | Wohnhaus eines Bauernhofes | Dorfplatz 9 (Karte)              | 19. Jahrhundert | Stattlicher Putzbau, Zeugnis früherer Bau- und Lebensweise, wissenschaftlich-dokumentarischer Wert, baugeschichtlich von Bedeutung. Zweigeschossig, giebelständig mit drei Achsen, Traufseite acht Achsen, Putzbau, Krüppelwalmdach, ehemals Schnitterkaserne (?). | 08966625 |
| Direkt Bild zu diesem Denkmal hochladen | Wohnhaus über winkelförmigem Grundriss | Göhrengasse 2 (Karte)            | 1779 (Bauernhaus); Umbau bezeichnet mit 1794 (Bauernhaus)                                                                                            | Kleiner reizvoller Winkelhof, Obergeschoss Fachwerk, in ortsbildcharakterisierender Lage, baugeschichtlich von Bedeutung. Zweigeschossig, Obergeschoss Sichtfachwerk aus Eichenholz (ungewöhnlich), saniert, Ziegeldeckung, stehender Stuhl. | 08966619 |
| Direkt Bild zu diesem Denkmal hochladen | Wohnhaus eines Bauernhofes | Göhrengasse 11 (Karte)           | Mitte 17. Jahrhundert | Ländlicher Wohnbau mit einzigartiger Fachwerk-Konfiguration (geschweifte Andreaskreuze, Kopfstreben), baugeschichtlich von Bedeutung. Zweigeschossig, Giebel mit Sichtfachwerk, rückseitig entstellende Anbauten, Fachwerk-Streben mit Verblattungen, ziegelgedecktes Satteldach. | 08966620 |
| Weitere Bilder                          | Kirche mit Ausstattung sowie Sonnenuhr, weiterhin Kirchhof mit Einfriedung, Denkmal für die Gefallenen des Ersten Weltkrieges, Leichenhalle und Grabmalen | Kirchberg (Karte)                | 1. Hälfte 12. Jahrhundert (Burggraf); 13. Jahrhundert, später überformt (Kirche); 16. Jahrhundert (Kruzifix); 1591 (Altar); 17. Jahrhundert (Kanzel) | Ortsbildbeherrschender Bau, im Kern romanische Chorturmkirche, gotisch überformt, architektonische, künstlerische, personen- und ortsgeschichtliche Bedeutung | 08967013 |
| Direkt Bild zu diesem Denkmal hochladen | Forsthaus und Seitengebäude | Kirchberg 3 (Karte)              | 18. Jahrhundert | Obergeschoss Fachwerk mit K-Streben, baugeschichtlich von Bedeutung, Dokumentations- und Seltenheitswert, als Alte Försterei mit ortsgeschichtlicher Bedeutung. - Forsthaus: zweigeschossig, Obergeschoss vierachsig mit Sichtfachwerk und K-Streben, Fachwerk stark verformt, Satteldach neu gedeckt mit Biberschwanzziegeln, Balkenbretterdecke in Flur und Stube, kleiner tonnengewölbter Keller - Nebengebäude an der Straße: Bruchstein-Mauerwerk, um 1820 das Erdgeschoss, Obergeschoss Ende 19. Jahrhundert, teilweise verbrettert | 08967015 |
| Direkt Bild zu diesem Denkmal hochladen | Wohnhaus (mit winkelförmigem Anbau) und Einfriedung | Kirchberg 5 (Karte)              | 18. Jahrhundert, später überformt (Wohnhaus); um 1870 (Einfriedung)                                                                                  | Kleines ländliches Wohngrundstück, Obergeschoss Fachwerk, Einfriedung als eiserner Zaun, ortsbildcharakterisierend, wissenschaftlich-dokumentarischer Wert, baugeschichtlich von Bedeutung. - Wohnhaus: giebelständig, zweigeschossig, zwei Achsen, Bruchstein-Erdgeschoss, Obergeschoss traufseitig verbrettert, Giebel massiv um 1870 (originale Fenster), Ziegeldeckung, eiserner Staketenzaun um 1870, traufständiges Wohnhaus mit massivem Lehm-Erdgeschoss, Obergeschoss war ehemals wie Nummer 3, Haustür mit Sandsteingewände, Ziegeldeckung, Satteldach, Erdgeschoss Holzläden - kleines Nebengebäude (nicht sehr alt) aus Bruchstein-Mauerwerk mit Handstrichziegeln (19. Jahrhundert?) | 08967014 |
| Weitere Bilder                          | Kantorat | Kirchberg 13 (Karte)             | Um 1800 | Putzbau mit Segmentbogenportal und Fachwerkgiebel, ortsbildcharakterisierendes Gebäude mit Dokumentationswert, malerische Lage an der Zuwegung zum Pfarrhaus, als Kantorat ortsgeschichtlich von Interesse. Zweigeschossig, vier Achsen, Putzfassade, Fenstergewände aus Rochlitzer Porphyrtuff (neu), saniert, Krüppelwalmdach mit neuer Biberschwanzdeckung, Giebelspitze Sichtfachwerk. | 08966614 |
| Weitere Bilder                          | Pfarrhaus | Kirchberg 16 (Karte)             | 1628 | Am Kirchhof gelegen, eindrucksvolles Gebäude, Fachwerkbau, unverzichtbarer Bestandteil des Ensembles Kirchberg mit Kirche, Kirchhof und Kantorat, orts- und baugeschichtlich interessant. Zweigeschossig, Erdgeschoss massiv, Obergeschoss Sichtfachwerk, Erdgeschoss Gewände aus Rochlitzer Porphyrtuff, neues Biberschwanzdach, in der Haushalle gründerzeitliche Fußbodenfliesen. | 08966613 |
| Direkt Bild zu diesem Denkmal hochladen | Einfriedungsmauern an Schloßstraße und Kirchberg | Schloßstraße (Karte)             | 18. Jahrhundert | Ortsbildcharakterisierend, prägen die Straßen am Schloss, unterhalb des Kirchberges, baugeschichtlich von Bedeutung | 09300130 |
| Weitere Bilder                          | Rittergut Döben (Sachgesamtheit) | Schloßstraße 1, 1a, 1c (Karte)   | Im Kern um 1500 | Sachgesamtheit Rittergut Döben, mit den Einzeldenkmalen: ehemalige Brauerei (Nr. 1c) und Gartenpavillon (09304151) sowie als Sachgesamtheitsteile: Keller und Grundmauern des Schlosses und der ehemaligen Wirtschaftsgebäude, Einfriedung, Hofpflasterung, Einfahrt sowie Bassins und die Gartenteile Lustgarten und Nutzgarten; das für das Muldental bei Grimma landschaftsprägende Schloss 1971 abgebrochen, ortsgeschichtliche, baugeschichtliche und kulturgeschichtliche sowie städtebauliche (ortsbildprägende) Bedeutung | 08967016 |
| Weitere Bilder                          | Brauerei (Nr. 1c) und Gartenpavillon (Einzeldenkmale der Sachgesamtheit 08967016)                                                                         | Schloßstraße 1c (Karte)          | 1548 (Gutsbrauerei); um 1750 (Gartenpavillon) | Einzeldenkmale der Sachgesamtheit Rittergut Döben; Brauerei im Kern Renaissancegebäude, hübscher barocker Gartenpavillon mit Mansarddach, orts- und baugeschichtliche Bedeutung. - Ehemaliges Brauereigebäude: eingeschossiger Bau in Bruch- und Ziegelmauerwerk über stumpfwinklig abgeknicktem Grundriss, ebenfalls stumpfwinklig ansetzender zweigeschossiger Kopfbau mit Dachreiter, ausgebaute Walmdächer, nach Zerstörungen und Bränden tiefgreifend wiederaufgebaut, hofseitig Rundbogenportale in Rochlitzer Porphyrtuff, am Kopfbau einige Fenstergewände ebenfalls in Rochlitzer Porphyrtuff, teils mit Stabprofilierungen, andere in Sandstein, im Innern Kreuzgratgewölbe - Gartenpavillon: eingeschossiger Bau über quadratischem Grundriss, verputztes Mauerwerk, Mansarddach, Fenster- und Türgewände in Rochlitzer Porphyrtuff und Sandstein Die Gebäude gehören zu den wenigen, weitgehend authentischen Bauzeugnissen der ehemaligen Schlossanlage Döben, die in ihrer Geschichte bis ins 10. Jahrhundert zurückgehen. Während das Brauereigebäude unter Beibehaltung wertvoller Substanz in Anlehnung an seine historische Form rekonstruiert wurde, hat der barocke Gartenpavillon die schicksalreichen Zeitläufe der Schlossanlage bis heute weitgehend unverändert überstanden. Beide Objekte verkörpern einen wichtigen Aussage- und Erinnerungswert zur Geschichte des einstigen Ritterguts Döben, das aus einem Burggrafensitz hervorging und einst eine bemerkenswerte Schlossanlage aufwies. Aus diesen Gründen sind sie ortsgeschichtlich von Bedeutung. Als typische Bauten im Bestand von Rittergutsanlagen sind sie auch baugeschichtlich von Belang. | 09304151 |
| Direkt Bild zu diesem Denkmal hochladen | Bierbrauer-Wohnhaus und Lagerkeller | Schloßstraße 2 (Karte)           | 18. Jahrhundert | Wohnhaus eines Bierbrauers, zum Rittergut- und Schlossensemble gehörend, Bedeutung für Ortsgeschichte und Handwerksgeschichte. Bruchsteinbau genau gegenüber dem Eingang zum Schloss, alte Fenster, ziegelgedecktes Satteldach mit vermörteltem Ortgang, Fenstergewände Rochlitzer Porphyrtuff an der Traufseite, Rundbogenportal Rochlitzer Porphyrtuff, Giebelseite auch mit Ziegel-Mauerwerk, Fenster mit Korbbögen innen und originale Holzklappläden. | 08967017 |
| Direkt Bild zu diesem Denkmal hochladen | Wohnhaus | Schloßstraße 12 (Karte)          | 17. Jahrhundert | Verputztes Fachwerk-Obergeschoss, mit Walmdach, eindrucksvoller Baukörper mit wissenschaftlich-dokumentarischem Wert, baugeschichtlich von Bedeutung. Obergeschoss und Dachstuhl original, Erdgeschoss massiv, ziegelgedecktes Walmdach, Erdgeschoss ca. 50 cm dickes Mauerwerk, vermutlich Bruchstein. | 08966615 |
| Direkt Bild zu diesem Denkmal hochladen | Wohnhaus | Schloßstraße 13 (Karte)          | Um 1820 | Fachwerk-Wohnhaus in Traufstellung zur Straße, malerisch gelegener Wohnbau mit wissenschaftlich-dokumentarischem Wert, trägt zur Charakterisierung des Ortsbildes bei, baugeschichtlich von Bedeutung. Zweigeschossig, vier Achsen, Erdgeschoss massiv, Bruchstein-Mauerwerk, Obergeschoss Fachwerk verputzt, Westgiebel schadhaft, Traufstellung, malerische Lage, sehr schöne Innentüren. | 08967018 |
| Weitere Bilder                          | Einfriedungsmauern und ein eingemauertes Steinkreuz | Schomergasse 1, 3 (vor) (Karte)  | 13. Jahrhundert (Steinkreuz); 18. Jahrhundert (Garteneinfriedung)                                                                                    | Bruchsteinmauer entlang der Straße, ortsbildprägend. Ca. 15 Meter vom Eingang Grundstück Nummer 1 ein eingemauertes mittelalterliches Steinkreuz aus Granit (wohl 13. Jahrhundert), Geschichtswert. | 08966622 |
| Direkt Bild zu diesem Denkmal hochladen | Straßenbrücke über den Teichmühlgraben (Teichmühlbrücke)                                                                                                  | Teichmühle (Karte)               | Um 1800 | Bogenbrücke aus Bruchstein-Mauerwerk, Bestandteil des Ensembles Teichmühle, örtliches Zeugnis der Verkehrsgeschichte. Verputzt, Bogenbrücke mit ca. 3 m Durchflußbreite und ca. 1,50 m Bogenhöhe. | 08966629 |
| Direkt Bild zu diesem Denkmal hochladen | Auszugshaus eines Mühlenanwesens | Teichmühle 2 (Karte)             | Bezeichnet mit 1809 | Ältestes erhaltenes Haus der Teichmühle, Dokumentationswert, ortsgeschichtlich von Bedeutung. Ältestes erhaltenes Haus der Teichmühle, Bruchstein-Mauerwerk im Erdgeschoss, Obergeschoss mit Lehmfachwerk, auch im Erdgeschoss Holzfenstergewände, Krüppelwalmdach mit neuen Biberschwänzen, zweigeschossig, vier Achsen, bezeichnet mit „Rosse 1809“ an Sturz über der Tür. | 08966626 |
| Direkt Bild zu diesem Denkmal hochladen | Wohnhaus eines Mühlenanwesens (Teichmühle Döben) | Teichmühle 3 (Karte)             | Um 1905 | Als Standort der ehemaligen Teichmühle von ortshistorischem Interesse, wissenschaftlich-dokumentarischer Wert. Wohnhaus mit angebauten Nebengebäuden, um 1905, Dach neu gedeckt mit Biberschwänzen, Scheunenteil Ziegelmauerwerk verputzt. Mühle (vor 2010 abgebrochen): zweigeschossig, leerstehend, Ziegeldach, Bruchstein-Ziegel-Mauerwerk verputzt, Satteldach, original: Haustür mit Klinke, um 1860, die für den Mühlenbetrieb notwendige Wasserzuführung erfolgte aus den Teichen gegenüber. | 08966628 |
| Direkt Bild zu diesem Denkmal hochladen | Einfriedungsmauer zwischen Straße und den Teichen | Teichmühle 3 (gegenüber) (Karte) | 19. Jahrhundert | Bruchsteinmauer, Bestandteil des Ensembles Teichmühle, Dokumentationswert, ortsgeschichtlich von Bedeutung. Trockenmauern zu den ehemaligen Teichen. | 08966627 |
| Direkt Bild zu diesem Denkmal hochladen | Armenhaus | Zetten 3 (Karte)                 | Um 1750 | Eingeschossiger Putzbau mit Fachwerkgiebel, von sozialgeschichtlichem und ortshistorischem Interesse. Eingeschossiger Massivbau (Bruchstein-Mauerwerk/teilweise Massivlehm), Satteldach mit Biberschwanzdeckung, Fensterstürze Holzbalken, erbaut um 1850 laut Aussage Eigentümer, laut Augenschein eher Mitte 18. Jahrhundert, Giebelspitzen Sichtfachwerk. | 08966616 |

## Tabellenlegende
- Bild: Bild des Kulturdenkmals, ggf. zusätzlich mit einem Link zu weiteren Fotos des Kulturdenkmals im Medienarchiv Wikimedia Commons. Wenn man auf das Kamerasymbol klickt, können Fotos zu Kulturdenkmalen aus dieser Liste hochgeladen werden:
- Bezeichnung: Denkmalgeschützte Objekte und ggf. Bauwerksname des Kulturdenkmals
- Lage: Straßenname und Hausnummer oder Flurstücknummer des Kulturdenkmals. Die Grundsortierung der Liste erfolgt nach dieser Adresse. Der Link (Karte) führt zu verschiedenen Kartendiensten mit der Position des Kulturdenkmals. Fehlt dieser Link, wurden die Koordinaten noch nicht eingetragen. Sind diese bekannt, können sie über ein Tool mit einer Kartenansicht einfach nachgetragen werden. In dieser Kartenansicht sind Kulturdenkmale ohne Koordinaten mit einem roten bzw. orangen Marker dargestellt und können durch Verschieben auf die richtige Position in der Karte mit Koordinaten versehen werden. Kulturdenkmale ohne Bild sind an einem blauen bzw. roten Marker erkennbar.
- Datierung: Baubeginn, Fertigstellung, Datum der Erstnennung oder grobe zeitliche Einordnung entsprechend des Eintrags in der sächsischen Denkmaldatenbank
- Beschreibung: Kurzcharakteristik des Kulturdenkmals entsprechend des Eintrags in der sächsischen Denkmaldatenbank, ggf. ergänzt durch die dort nur selten veröffentlichten Erfassungstexte oder zusätzliche Informationen
- ID: Vom Landesamt für Denkmalpflege Sachsen vergebene, das Kulturdenkmal eindeutig identifizierende Objekt-Nummer. Der Link führt zum PDF-Denkmaldokument des Landesamtes für Denkmalpflege Sachsen. Bei ehemaligen Kulturdenkmalen können die Objektnummern unbekannt sein und deshalb fehlen bzw. die Links von aus der Datenbank entfernten Objektnummern ins Leere führen. Ein ggf. vorhandenes Icon  führt zu den Angaben des Kulturdenkmals bei Wikidata.

## Ausführliche Denkmaltexte
1. ↑  Dorfkirche Döben:

  - Sonnenuhr an Südseite bezeichnet mit 1962 (Seltenheitswert)
  - Grabmale:
    - spätbarocker Grabstein an der Südwand der Kirche, Sandstein
    - Grabstein an der Nordwand der Kirche, 1728, Sandstein
    - Grabstein an der Nordwand der Kirche (Pfarrer von Döben), Sandstein auf Grottensteinsockel
    - Grabstein am Chor, Nordseite, Rochlitzer Porphyrtuff, um 1750 (?)
    - eisernes Grabkreuz auf Sockel aus Rochlitzer Porphyrtuff, am Chor Nordseite, Angelique Lindemann, geb. Lomer 30.03.1867 – 17.12.1908
    - Grabmal, Granitsockel, aus Marmor Kreuz- und Namenstafel, Herm. Mor. Theodor Kühn, 1869–1902 Pfarrer in Döben, 5. Mai 1840 – 8. Juni 1902, Ps. 121, Corerhine Kühn geb. Freifrau v. Wagner, 20. Febr. 1845 – 11. Sept. 1930
    - Grabstätte Erich Demmering 21.6.1908 – 8.4.1911/Dr. phil. Walter Demmering, Glauchau-Golzermühle/2.10.1872 – 14.12.1940, großes Grabkreuz und zwei Steine, Granit, Wandstelle Nordostecke
    - Wandstele Ost Max Zschau aus Neunitz, 4.5.1890 – 29.2.1944/Bertha Zschau, geb. Kießig, 30.7.1887 – 14.6.1965, Granit, Galvanorelief im Art déco, Pflanzschale rechts erhalten
    - Wandstele Ost Familie Eifrig, Granit, Galvano-Rosenkranz um 1915
    - Wandstele Familie Schroth, Reinhold Bruno, Gutsbesitzer, 27.9.1847 – 3.8.1915 / Franziska Agnes geb. Spenke, 29.7.1853 – 3.2.1937 / Dr. phil. Dr. rer. nat. Georg Schroth, Ziegeleibesitzer, 10.7.1874 – 30.4.1956 / Elsbeth Schroth geb. Haedrich, 29.9.1880 – 9.11.1949 / Dipl. Volkswirt Georg Schroth, 6.6.1907, gef. 23.11.194., Porphyrtuff auf Kunststeinsockel, Schwarzplatten
    - Wandstele Fam. Weber, Arndt Alfred Weber, 16.4.1865 – 31.1.1921 / Friedrich Moritz Weber, 16.6.1835 – 27.2.1888 / Anna Marie Weber, geb. Schroth, 5.8.1838 – 23.8.1915 / Dr. med. Georg Paul Weber, Arzt in Mügeln von 1892 bis 1935, 13.8.1864 Grechwitz – 24.3.1947 Mügeln, Muschelkalkstein, helle Natursteintafeln, Stein-Einfriedung
    - Wandstele Süd Familie Julius, Carl Traugott Julius, Kohlenwerksbesitzer, 6.7.1822 – 7.5.1911 / Richard Bruno Julius, Gutsbesitzer Grechwitz 22.12.1859 – 14.9.1929 / Christiane Henriette Julius, geb. Steiger, 12.1.1826 – 6.4.1916 in Hof bei Stauchitz, Kunststein und Schwarztafeln
    - Wand Süd Carl Heinrich Würgau, Gutsbesitzer aus Golzern, 24.4.1851 – 5.1.1913 / Pauline Fanny Würgau, geb. Grundmann, 25.10.1859 – 24.5.1940, Granit und Schwarztafel und Grabstein (Granit) Carl Curt Würgau, Offiziers-Stellvertreter im Infanterie-Regiment 183,81, 16.12.1892 – gef. 12.7.1918 bei Moreul und eiserne Einfassung
    - Wandstele Süd „Unsere Ruhest.“, Granitaufbau um 1915 und seitliche Einfassung

  - Kunststeinbrunnen um 1915
  - kleine Leichenhalle auf dem Friedhof
  - Kriegerdenkmal: Granitaufbau, zwei Sitzbänke, Einfassung, Gefallenendenkmal für Döben-Neunitz-Grechwitz-Golzen u. a.
  - ummauerter Kirchhof als Umgebung einer Kirche mit Ursprüngen im 12. Jahrhundert
  - Einfriedung: umlaufend Bruchsteinmauer, teilweise verputzt, Abdeckung ebenfalls verputzt. Eingang von Süden (drei Pylone aus Klinker, mittlerer mit ovaler Inschriftentafel aus Sandstein), Stahlstabtore
  - dichte Gräberbelegung (dazwischen Rasen), häufig Grabeinfassungen aus geschnittenen Eibenhecken (prägend)
  - lockerer Baumbestand, darunter große Linde (Eingangsbereich), Koniferen
  - Zugangswege mit wassergebundener Decke (grau) befestigt
  - Kriegerdenkmal für Gefallene des Ersten Weltkrieges, massive Säule aus Beuchaer Granitporphyr, teilweise bossiert, mit Inschriften und bekrönendem Stahlhelm, Hinterpflanzung aus Eiben
  - direkte Nachbarschaft und Blickbeziehungen zu Pfarrhaus und -garten im Norden
2. ↑  Sachgesamtheit Rittergut Döben:

Das Gelände des altschriftsässigen Ritterguts Döben liegt auf einem spornartigen Felsplateau hoch über der Mulde, einst ragten hier weit sichtbar die Baulichkeiten der malerischen Schlossanlage empor. Diese wurden 1971 gesprengt und beseitigt, erhalten blieben Keller und Fundamente. Auf der Südwestseite, dem Ort zugewandt, war der Wirtschaftshof angeordnet. Von seinen umfangreichen Bauten sind nur Reste (vorwiegend fragmentarisch) überkommen. Gegründet wurde Döben als Burggrafensitz wohl bereits im 10. Jahrhundert Im 15. Jahrhundert Umwandlung in ein Rittergut. Über die Jahrhunderte Veränderung und Erneuerung der Bauten. Das Schloss nach Brand 1857 fast vollständig neu errichtet (Planung durch Ernst Moritz Haenel). Infolge der weitreichenden Abbrüche und Zerstörungen nach dem Zweiten Weltkrieg künden heute nur noch das Gelände und wenige bauliche Zeugnisse von der Rittergutsanlage, die einst unlösbar mit der Geschichte des Ortes Döben verknüpft war. Diese bilden die denkmalrelevante Sachgesamtheit Rittergut Döben. Das rekonstruierte Gebäude der ehemaligen Brauerei aus dem 16. Jahrhundert und der Gartenpavillon aus der Mitte des 18. Jahrhunderts sind die wertvollsten Bestandteile in dieser Sachgesamtheit und somit als Einzeldenkmale ausgewiesen. Siehe hierzu den entsprechenden Listeneintrag. Als Sachgesamtheitsteile ohne Einzeldenkmalwert, die aber für das Erscheinungsbild und den Zeugniswert der Sachgesamtheit eine wesentliche Bedeutung haben, sind Keller und Grundmauern der Schlossanlage und verschiedener ehemaliger Wirtschaftsgebäude sowie die Einfriedung, Toranlage und Pflasterung des Gutskomplexes erfasst. Weiterhin gehören auf dem Gutshof befindliche Bassins und eine diese überquerende Brücke dazu.

Das ehemalige Rittergut Döben als Sachgesamtheit verkörpert verschiedene denkmalrelevante Bedeutungswerte. Trotz seiner starken Verluste ist es ein wichtiges Dokument der Ortsgeschichte, denn es war für lange Zeit neben Kirche, Kirchhof und Pfarrhaus der prägende Bestandteil des Ortes. Zudem ist es ein Zeugnis der Adelskultur in Sachsen und verweist auch in seinen rudimentären Teilen auf das bauliche und funktionale Gefüge einer sächsischen Rittergutsanlage. Darin liegt seine kulturgeschichtliche und baugeschichtliche Aussagekraft. Durch seine Verflechtung mit dem Landschaftsraum und der Ortsstruktur ist das Rittergutsareal überdies für das Ortsbild von Bedeutung, sodass ihm auch ein städtebaulicher Wert zukommt.

Geschichte: Ehemals bedeutsame Schlossanlage mit zahlreichen Gebäuden, Ursprünge vermutlich bereits im 10. oder 11. Jahrhundert, Teile nachweislich aus dem 14. Jahrhundert, durchgreifender Umbau im 17. Jahrhundert (Familie von Schönfeld) im Stil eines Renaissanceschlosses, weiterer Umbau nach Brand 1857 durch Carl Moritz Haenel, leichte Kriegsschäden 1945, auf Beschluss der SED 1950 gesprengt (spätere Sprengungen und Abrisse, zuletzt 1972).

Historische Gartenanlagen der ehemals dicht bebauten Schlossanlage waren auf Teilflächen im Nordosten (Lustgarten) sowie im Südosten (Nutzgarten) beschränkt.
  - Nordöstlicher Lustgarten:
    - Einfriedung: (Bruchsteinmauer, teilweise verputzt, mit Abdeckung aus Porphyrtuff-Werksteinen), Portal aus Porphyrtuff von Südwesten, zwei historische Grenzsteine
    - Gartenpavillon an der nördlichen Hangkante (saniert) mit Blick über die Mulde, westlich flankiert durch halbrund auskragenden Aussichtsplatz mit Ziergitter und Naturstein-Polygonalplattenbelag
    - Vegetation: östlich des Pavillons zwei Linden (Altbäume)
    - Rasen, geschwungener Weg zwischen Portal und Pavillon (wassergebundene Decke, gelblich), zwei Steinbänke (Porphyrtuff, profiliert), zwei Grabsteine (hinzugefügt), eine geborgene Brunnenschale (Porphyrtuff) am Originalstandort (saniert, nicht in Betrieb). Rahmende Strauch- und Rosenpflanzungen, Seitenausgang nach Osten. Angrenzend ehemalige Brauerei (restauriert).

  - Südöstlicher Garten, vermutlich vorrangig Gärtnerei bzw. Nutzgarten:
    - Terrassierung (Bruchstein-Stützmauern), ehemals Gewächshaus oder Orangerie (Geländeabbruch)
    - Eigener Zugang vom Vorplatz nordöstlich, gemauerte Pylone (Ziegel, verputzt) mit Abdeckung aus Porphyrtuff
    - Hofbereich mit historischer Feldsteinpflasterung, Linden (Altbäume) im Übergang zum ehemaligen nordwestlichen Hofbereich

Kommentar: Der Verlust des historischen Baubestands macht den Umgang mit den Fundamenten und Kellern zu einer gartendenkmalpflegerischen Aufgabe.